# Baucina
Baucina é uma comuna italiana da região da Sicília, província de Palermo, com cerca de 2.033 habitantes. Estende-se por uma área de 24 km², tendo uma densidade populacional de 85 hab/km². Faz fronteira com Bolognetta, Caccamo, Casteldaccia, Ciminna, Ventimiglia di Sicilia, Villafrati.

## Demografia
| Variação demográfica do município entre 1861 e 2011                               |
|                                                                                   |
| Fonte: Istituto Nazionale di Statistica (ISTAT) - Elaboração gráfica da Wikipedia |